# Герб Красноставу
Герб Красноставу — герб міста міста в східній Польщі, на річці Вепш, адміністративного центру Красноставського повіту Люблінського воєводства.

## Опис
У синьому щиті дві золоті рибки (коропи), що розміщені одна під другою, спрямовані в протилежні сторони (верхня — праворуч, нижня — ліворуч). Образ герба відомий ще з XVI століття.
У своєму теперішньому вигляді герб був прийнятий у Статуті Красногостава від 28 вересня 2010 року.